# Lifuka
Lifuka és l'illa principal del grup Haʻapai, al regne de Tonga, on hi ha la vila principal del grup, Pangai. De vegades se l'anomena també illa Haʻapai o illa Pangai.

## Geografia
Lifuka és una illa baixa amb una superfície total d'11,42 km². No té boscos naturals, ja que la terra està cultivada amb plantacions de taro, arbres fruiters i cocoters. La costa occidental és plena de platges.
La població total de l'illa, al cens del 1996, era de 2.966 habitants. La vila principal és Pangai, situada al mig de la costa occidental, on resideix el governador del grup Haʻapai. Té diversos edificis de serveis públics, esglésies i missions.

### Illes del grup Lifuka
Les illes al voltant de Lifuka formen un subgrup d'illes dintre del grup Haʻapai. S'estenen de nord a sud en una àrea de 65 km de llarg i 35 km d'ample. Cinc de les illes estan unides pels mateixos esculls de corall. Des de Lifuka es pot accedir caminant a Foa, al nord, per un pas elevat i a Uoleva, al sud, amb la marea baixa.
- ʻUiha (19° 54′ S, 174° 24′ O / 19.900°S,174.400°O) és la més meridional del grup. Té 4 km de llarg en sentit nord-sud. Té 757 habitants. S'hi troben antigues tombes reials i el monument megalític Makahokovalu.
- Tatafa, de 27 m d'altitud, es troba a l'extrem nord-oest de ʻUiha. És deshabitada.
- Uoleva (19° 51′ S, 174° 24′ O / 19.850°S,174.400°O) és l'illa més meridional d'una cadena d'illes connectades per esculls. És deshabitada.
- Lifuka, és a 1,1 km al nord-est d'Uoleva.
- Foa (19° 45′ S, 174° 18′ O / 19.750°S,174.300°O) és a 640 m al nord-est de Lifuka. És una illa baixa i boscosa, de 6 km de llarg. Té 1.434 habitants.
- Nukunamu és una illa baixa i boscosa de 15,2 m d'altitud situada a prop de l'extrem septentrional de Foa. És deshabitada i propietat privada del rei.
- Haʻano (19° 40′ S, 174° 17′ O / 19.667°S,174.283°O), és la més septentrional del grup d'esculls, situada a 1,3 km al nord de Nukunamu. Té 588 habitants repartits en quatre viles.
- Fotuhaʻa (19° 48′ S, 174° 44′ O / 19.800°S,174.733°O) està a 14,5 km al nord de Kotu, en la part occidental del grup. La costa té una altitud de 24 a 27 m. Té 138 habitants.
- Lofanga (19° 50′ S, 174° 33′ O / 19.833°S,174.550°O) és una illa baixa i boscosa. Té 186 habitants.
- Ofolanga (19° 36′ S, 174° 27′ O / 19.600°S,174.450°O) és l'illa més septentrional del grup Ha'apai, a 14,5 km al nord-oest de Haʻano. És deshabitada.
- Moʻungaʻone és a 3,7 km al sud-oest d'Ofolanga, separada per un profund canal. Té 185 habitants.

## Història
A Lifuka es troba el jaciment lapita de Tongoleleka, a la vila Hihifo, on s'han trobat ceràmiques de fa 3000 anys.
El primer europeu que va arribar a Lifuka va ser l'anglès James Cook, el 1777. Transcrivia el nom com Lefooga, i així es va escriure durant anys en anglès. Va ser rebut pel cap Finau que li va oferir banquets i festes durant onze setmanes. El capità Cook se'n va anar satisfet anomenant el grup com illes dels Amics (Friendly Islands), però anys després es va saber que els caps de Lifuka li estaven preparant una trampa per a apoderar-se del vaixell. Les divergències d'última hora sobre la tàctica va frustrar l'intent.
El 1806, el successor de Finau, Finau ʻUlukalala II, va capturar i saquejar la nau anglesa Port au Prince. Entre els supervivents es trobava el jove de quinze anys William Mariner que es va estar quatre anys a Lifuka com a conseller de Finau II. Els seus escrits són un clàssic pel coneixement de l'antiga societat polinèsia. Entre altres coses explica com van malgastar 12.000 monedes de plata com a fitxes per jugar a paʻanga. Es tracta del joc de tirar-les sobre la superfície de l'aigua per veure com reboten. Avui la moneda oficial de Tonga es diu paʻanga.
L'any 1831 la població es va convertir al cristianisme amb l'arribada del missioner wesleyà John Thomas i amb el suport del cap Taufaʻahau. Va esdevenir un líder de la causa cristiana, unificant les illes Tonga, i acabà adquirint el títol de Tuʻi fundant la dinastia reial actual de Tonga.